# Bomis
Bomis — интернет-компания, основанная 15 ноября 1996 года. Основным её занятием была продажа рекламы на поисковом портале Bomis.com.

## История
Была основана Джимми Уэйлсом и Тимом Шеллом и обеспечивала поддержку для некоммерческих энциклопедических проектов — Нупедии и Википедии. На данный момент Тим Шелл является генеральным директором компании Bomis.
На сайте Bomis.com компания создавала и содержала каталоги по популярным поисковым запросам. Каталоги были организованы по таким категориям, как «Девушки», «Развлечения», «Спорт», «Порно», «Разное» и «Научная фантастика». В целом, Bomis.com по структуре напоминала другие интернет-каталоги. Но при этом Bomis.com одним из первых начал использовать данные под свободной лицензией из Open Directory Project.

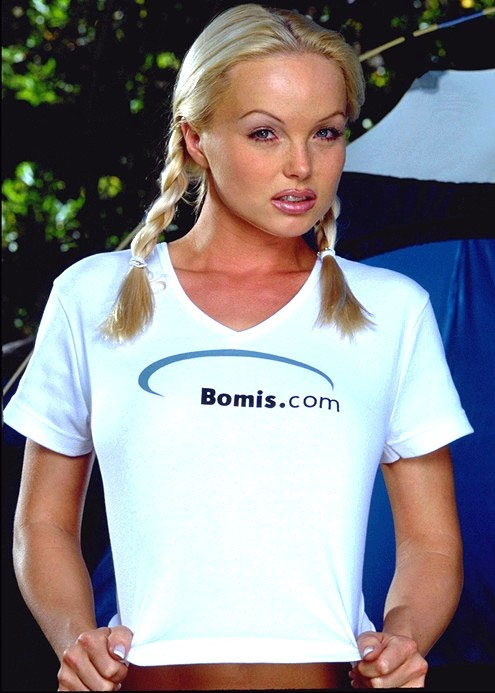
Порнозвезда Сильвия Сэйнт в футболке с логотипом Bomis.com

Bomis до 2005 года содержала сайт Premium Bomis по адресу premium.bomis.com, позволяющий подписчикам получать доступ к эксклюзивному порнографическому контенту.
До середины 2005 года Bomis также поддерживал блог Новости Bomis про девушек, который публиковал новости и репортажи о звёздах, моделях и индустрии «взрослых» развлечений.
Помимо порнографических разделов и поддержки поискового движка, Bomis развивал интернет-проекты, поддерживающие объективизм и другие либертарные политические направления, в том числе «Гнездо свободы» (англ. Freedom’s Nest), базу книг и цитат, и «Мы, живущие» (англ. We the living) — крупнейшее объективистское интернет-сообщество, в настоящее время не существующее.

## Вклад в создание Нупедии и Википедии
Наиболее известен Bomis по своему вкладу в создание интернет-энциклопедий со свободно распространяемым содержимым — Нупедии и Википедии. Джимми Уэйлс создал Нупедию в 2000 году, наняв Ларри Сэнгера для управления и редактирования статей проекта. Через год для доведения до завершения статей для Нупедии стартовал проект, основанный на вики-технологии — Википедия. Изначально планировавшаяся лишь как вспомогательный проект, Википедия, имеющая меньше препятствий для участия в ней, быстро переросла своего «родителя» как по размерам, так и по количеству привлечённого внимания.
Для этих проектов Bomis содержал серверы и широкие каналы связи, выплачивал зарплату Сэнгеру как главному редактору и обеспечивал прочую техническую поддержку, такую, как поддержка доменных имён. Однако с ростом популярности и стоимости Википедии, нежелание демонстрировать рекламу на сайте вместе с необходимостью соответствия духу «открытости» Википедии привело к появлению новой модели обеспечения энциклопедии.
Впервые создание Фонда Викимедиа было анонсировано 20 июня 2002 года. В собственность фонда были переданы доменные имена и интеллектуальная собственность. В то же время проект покинул Ларри Сэнгер, в отличие от Джимми Уэйлса, сохранившего ключевую роль в управлении фондом совместно с пользователями, выбранными сообществом Википедии. Сейчас фонд финансирует деятельность Википедии (и родственных проектов) преимущественно из пожертвований пользователей. Генеральный директор Bomis Тим Шелл был вице-председателем Совета поверенных Фонда Викимедиа до декабря 2006 года, когда его должность занял Ян-Барт де Фриде.